# Хот
Хот е планета от вселената на Междузвездни войни. Тя е отдалечена на 50 250 светлинни години от Ядрото на Галактиката, и се намира в нейния външен пояс. Хот е изключително студена планета без постоянно население, изцяло скована от вечни ледове и сняг. Има три луни и се намира недалеч от астероиден пояс. Хот не е под ничий контрол, и се използва като база за бунтовниците. Тук се намира база Ехо, която бива открита и нападната от Империята в Империята отвръща на удара. Познати са само два местни животински вида – тонтоните (растителноядни) и уампа (хищници).